# Parasemia flavoradiata
Parasemia flavoradiata là một loài bướm đêm thuộc phân họ Arctiinae, họ Erebidae.